# Pterogramma costalis
Pterogramma costalis är en tvåvingeart som först beskrevs av Becker 1919.  Pterogramma costalis ingår i släktet Pterogramma och familjen hoppflugor. Inga underarter finns listade i Catalogue of Life.